# 바딤 보기예프
바딤 이오시포비치 보기예프(러시아어: Вади́м Ио́сифович Бо́гиев, 1970년 12월 27일 ~ )는 러시아의 레슬링 선수이다. 1996년 하계 올림픽 자유형 라이트급에서 금메달을 획득했으며, 1993년 세계 선수권 대회 준우승, 유럽 선수권 대회 3연패를 달성했다.